# Paula Sánchez de León Guardiola
Paula Sánchez de León Guardiola   (València, 5 de juny de 1965) és una jurista i política valenciana. Ha estat consellera de la Generalitat Valenciana en diversos consells (2008 - 2011) i Delegada del Govern al País Valencià (2011 - 2014).

## Biografia
Doctora en Dret per la Universitat de València. De 1992 a 1996 va exercir l'activitat docent en aquesta institució, en el Departament de Dret Civil. Així mateix, ha col·laborat en nombrosos articles o revistes d'índole jurídica, entre els quals va fer comentaris a sentències del Tribunal Suprem.
Des de 1996 ha ocupat diversos càrrecs en la Generalitat Valenciana com a directora del gabinet de la Conselleria de Cultura, Educació i Ciència; directora del gabinet de la Conselleria de Benestar Social; directora del Gabinet de les Corts Valencianes; assessora del president de la Generalitat; secretària autonòmica de Relacions amb l'Estat i Comunicació i secretària autonòmica de Cohesió Territorial.
El setembre de 2008 fou nomenada Consellera de Justícia i Administracions Públiques de la Generalitat Valenciana. A les eleccions de 2011 fou responsable de la campanya del Partit Popular aconseguint majoria absoluta a les Corts Valencianes. El president Francesc Camps la va nomenar aleshores vicepresidenta del Consell i Consellera de Presidència, càrrecs que ocupa també amb Alberto Fabra a la presidència (després que Camps dimitís pel Cas Gürtel pocs mesos després) i que deixà al desembre de 2011 per tal d'encarregar-se de la Delegació del Govern a la Comunitat Valenciana.
Al capdavant de la Delegació va ser la responsable de dirigir l'actuació policial contra les protestes estudiantils viscudes a la ciutat de València el febrer de 2012 conegudes com a Primavera Valenciana. Les càrregues policials, les detencions i les declaracions del cap superior de la policia al País Valencià provocaren la petició de dimissió de la Delegada pels manifestants així com de les forces polítiques de l'oposició.
Sanchez de León dimití com a Delegada del Govern el juny del 2014 per treballar en un bufet d'advocats a València.

## Corrupció
El 17 de desembre de 2013, Paula Sánchez de León és implicada a la branca valenciana del cas Gürtel per Dora Ibars Sancho (que era directora general de Promoció Institucional de la Conselleria de Presidència de la Generalitat Valenciana) a la seua declaració com imputada davant el jutge instructor del Tribunal Superior de Justícia de la Comunitat Valenciana.